# Stereolepis

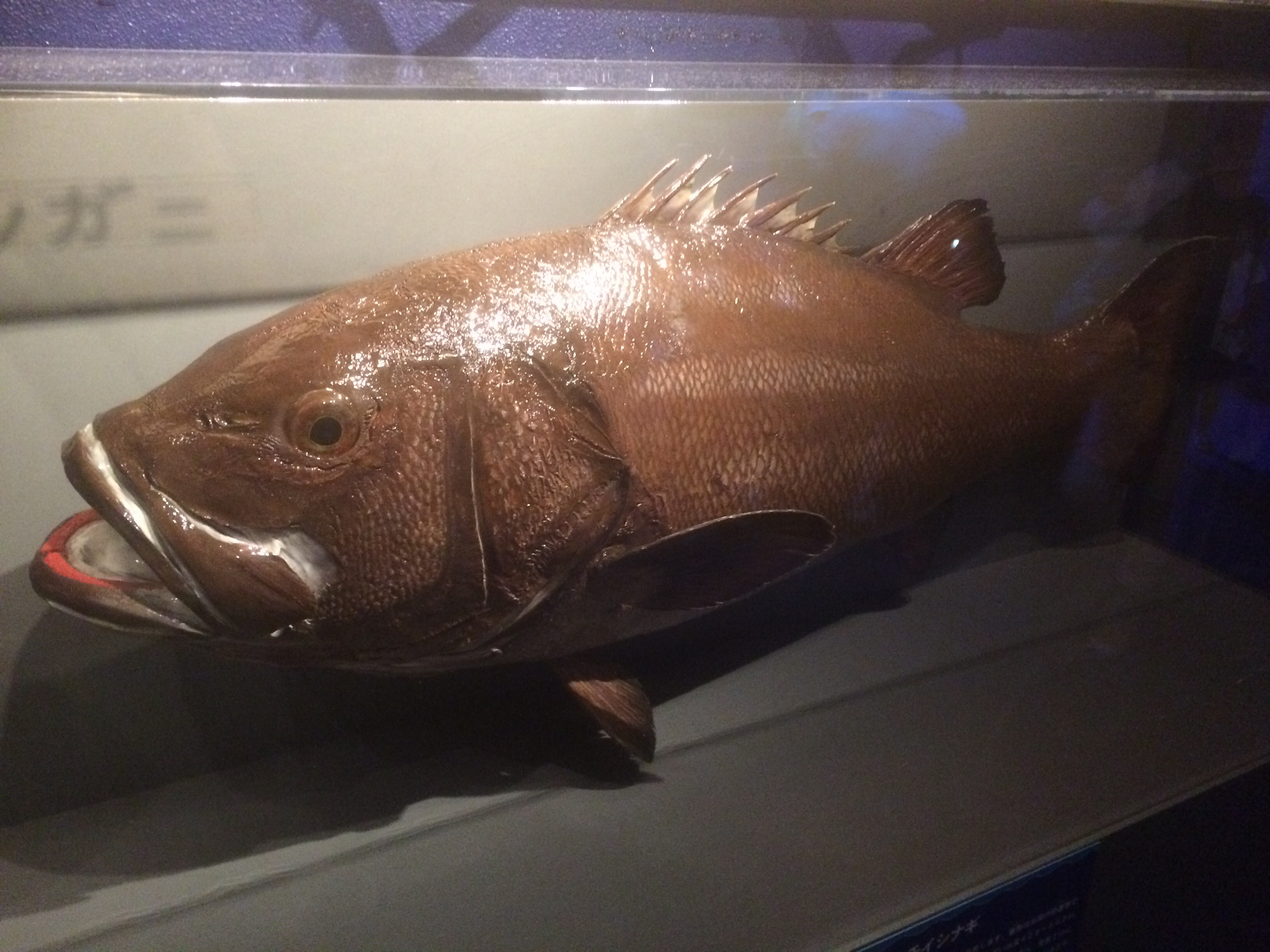
Stereolepis doederleini, präpariertes Exemplar

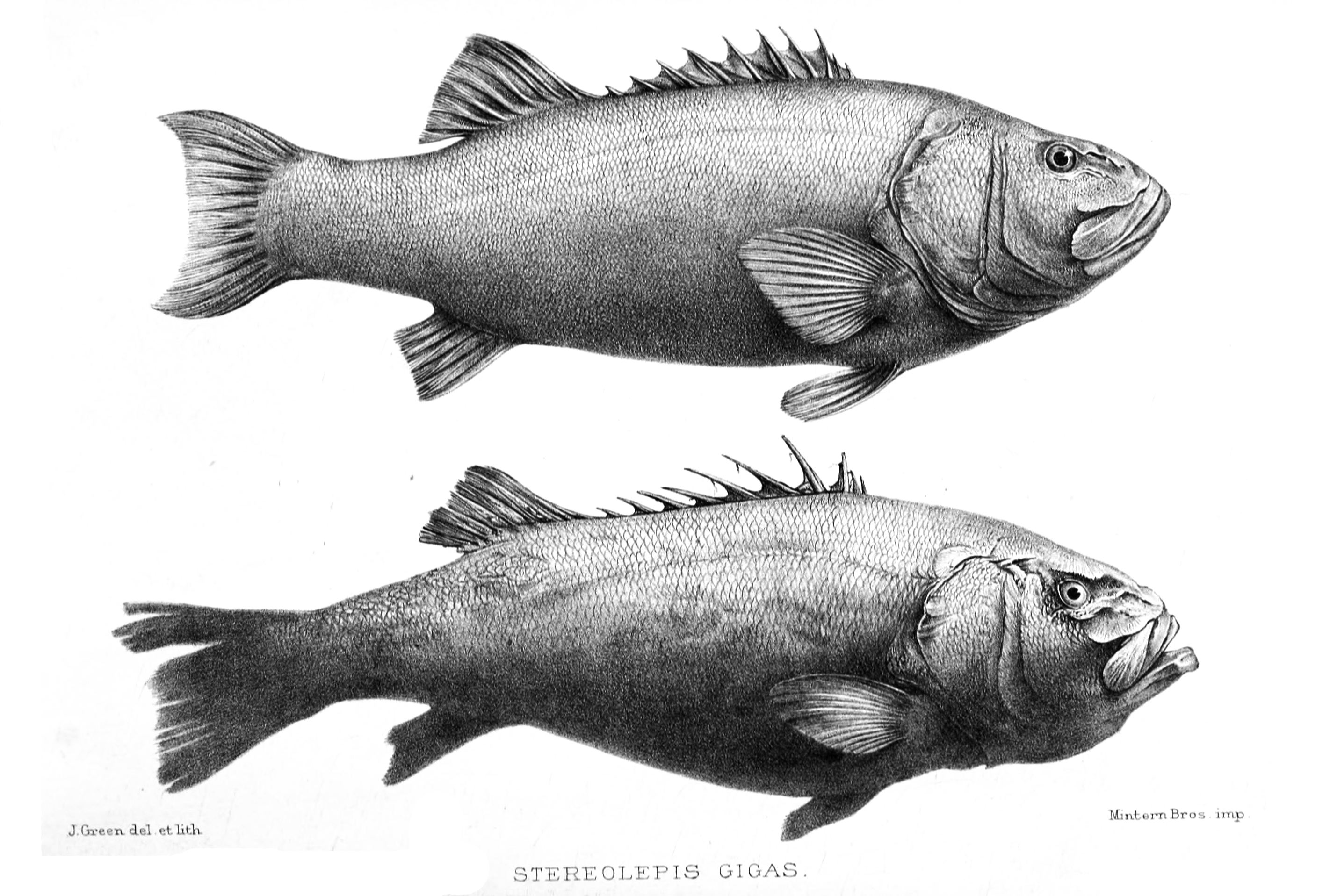
Stereolepis gigas

Stereolepis (altgriechisch στερεός stereós, deutsch ‚dicht‘, λεπίς lepís, deutsch ‚Schuppe‘) ist eine Gattung sehr großer Meeresfische, die im nördlichen und nordwestlichen Pazifik von Südkorea, Japan und der Pazifikküste Russlands bis Kalifornien vorkommt.

## Merkmale
Stereolepis-Arten erreichen eine Länge von 2 bis 2,5 Metern und ein Gewicht von 85 bis 255 kg. In ihrem äußeren Erscheinungsbild ähneln sie den Riesenzackenbarschen (Riesenzackenbarsch u. Dunkler Riesenzackenbarsch), sind aber nicht näher mit diesen verwandt. Ihr Körper ist oval, die größte Körperhöhe befindet sich auf Höhe der Bauchflossenbasis. Danach nimmt die Körperhöhe bis zum Schwanzstiel stetig ab. Die Schuppen sind relativ klein und in schrägen Reihen angeordnet. Sie sind höher als lang oder genau so hoch wie lang. Die Seitenlinie verläuft parallel zum Rücken. Schnauze, Kiefer sind unbeschuppt, in der Augenregion sind sie in die Haut eingebettet. Die kleinen, fast runden Augen befinden sich in der vorderen Kopfhälfte. Die Nasenöffnungen (zwei je Kopfseite) stehen nah zusammen mittig zwischen Schnauze und Augen. Das Maul ist groß und steht leicht schräg. Die kleinen, bürstenförmigen Kieferzähne sind in einem dichten Band angeordnet, das nur an der Symphyse unterbrochen wird. Auch der Vomer und das Palatinum sind fein bezahnt. Die Anzahl der Branchiostegalstrahlen liegt bei sieben. Die Kiemendeckel sind unbewehrt und verfügen weder über einen Stachel noch über einen verstärkten knöchernen Grat. Das Präoperculum ist rechteckig, das Suboperculum abgerundet. Die erste, hartstrahlige Rückenflosse ist länger als die zweite, weichstrahlige. Sie ist niedrig und hat neun Flossenstacheln, von denen der dritte der längste ist. Die weichstrahlige Rückenflosse ist kurz, annähernd rechteckig und höher als die hartstrahlige Rückenflosse. Die Afterflosse hat die gleiche Form wie die weichstrahlige Rückenflosse, liegt aber etwas weiter hinten. Die Schwanzflosse ist am Ende leicht eingebuchtet. Die Bauchflossenbasis liegt unterhalb oder etwas hinter dem Brustflossenansatz. Die Bauchflossen sind mittelgroß. Ihr erster Flossenstrahl ist der längste.

## Arten
Es gibt zwei Arten:
- Stereolepis gigas Ayres, 1859
- Stereolepis doederleini Lindberg & Krasyukova, 1969

## Systematik
Die Gattung Stereolepis wurde 1859 durch den amerikanischen Ichthyologen William Orville Ayres mit der Erstbeschreibung von Stereolepis gigas, ihrer Typusart, eingeführt und war 110 Jahre lang monotypisch. 1969 beschrieben die russischen Ichthyologen Lindberg und Krasyukova mit Stereolepis doederleini eine zweite Art. Lange Zeit bildete die Gattung Stereolepis  zusammen mit der Gattung Polyprion, die ebenfalls nur aus zwei Arten besteht, die Familie der Wrackbarsche (Polyprionidae). Es stellt sich jedoch heraus, dass Stereolepis und Polyprion keine monophyletische Einheit darstellen und für Stereolepis wurde eine eigenständige Familie eingeführt, die Stereolepididae.